# 入江たか子
入江 たか子（いりえ たかこ、本名・東坊城 英子（ひがしぼうじょう ひでこ）、1911年（明治44年）2月7日 - 1995年（平成7年）1月12日）は、昭和期の日本の映画女優。

## 来歴
東京市四谷区四谷箪笥町（現・新宿区四谷三栄町）に生まれる。公卿華族・東坊城家（菅原氏）の出身で父の東坊城徳長は子爵、貴族院議員。生母は北村キミ。1922年（大正11年）、父が亡くなり生活に困窮するも文化学院中学部に入学し油絵を習う。次姉の敏子（1899～1991）が権掌侍「白百合の局」として貞明皇后の女官を長く務めた縁で、宮城の御局から文化学院まで徒歩通学する。関東大震災で自邸は半壊し手放さなければならなくなった。

### 映画界へ
1927年（昭和2年）、文化学院を卒業後、日活京都撮影所の俳優で兄の東坊城恭長（後に監督・脚本家）を頼って京都に移る。同年、兄の友人で「エラン・ヴィタール小劇場」の主宰者野淵昶に請われて女優として新劇の舞台に立つ。それを観た内田吐夢の目に留まり、その勧めに従い同年、日活に入社。
同年、内田監督の『けちんぼ長者』で映画デビュー。華族出の入江の突然の映画界デビューは、当時の世を騒然とさせた。
以後、村田実の『激流』、内田の『生ける人形』、溝口健二の『東京行進曲』などに主演し、たちまち日活現代劇人気ナンバー1女優の地位につく。

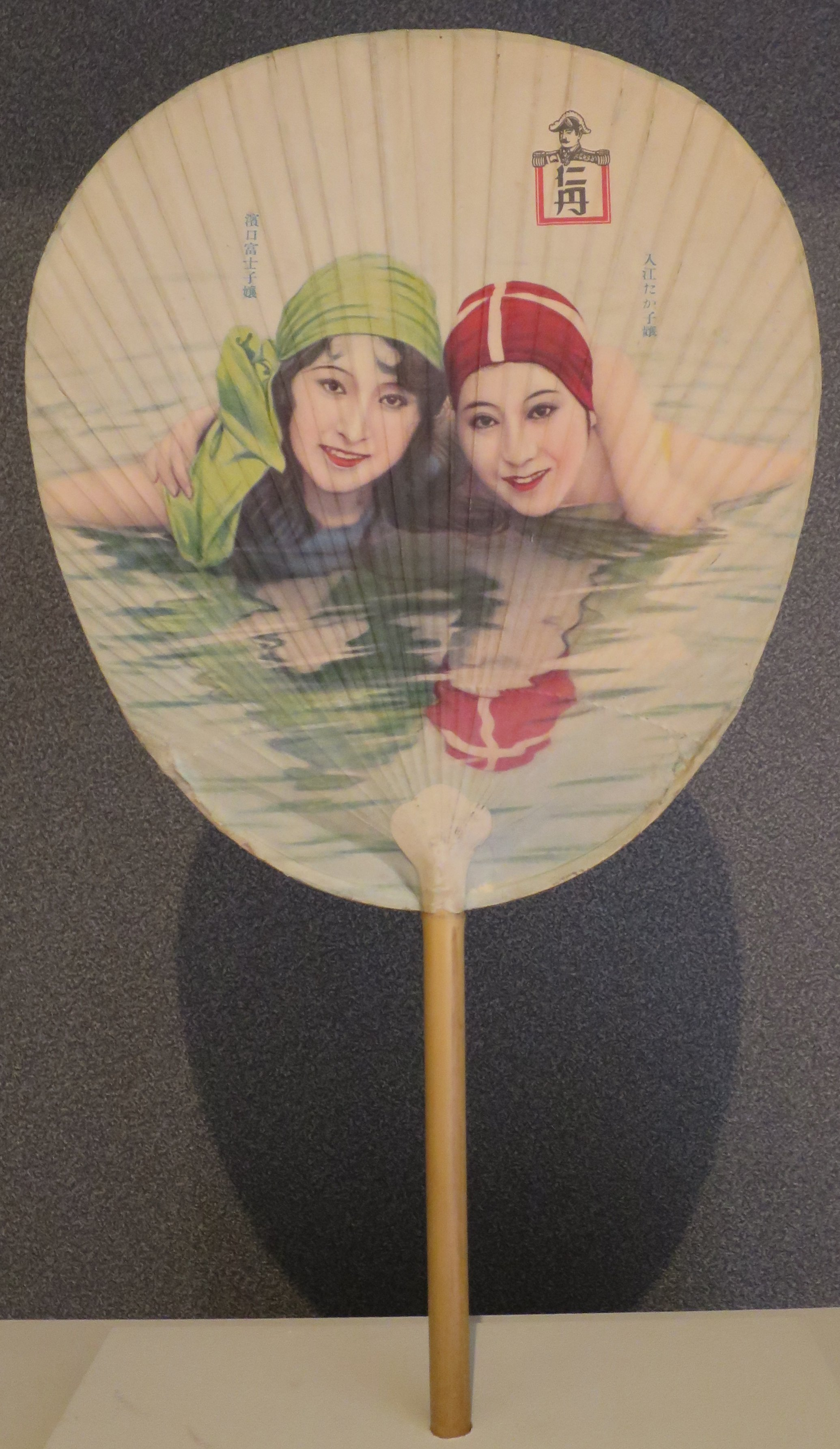
1930年代の仁丹の団扇、左から浜口富士子と入江たか子

1931年（昭和6年）、千恵蔵プロを主宰していた片岡千恵蔵が、入江の現代劇での芸者役を見て「入江は時代劇に向いている」と認め、『元禄十三年』（稲垣浩監督）で相手役に抜擢。時代劇初出演を果たした。

### 「入江ぷろ」の創設
1932年（昭和7年）、新興キネマと提携して映画製作会社入江ぷろだくしょんを創立。当時、阪東妻三郎などスター男優が次々と独立プロダクションを作っていたが、女優の独立プロも現代劇の独立プロも「入江ぷろ」が初めてであった。この時代、入江たか子は日本映画界最高の位置にあった。その第1作は溝口健二監督、中野英治共演による『満蒙建国の黎明』だった。この作品は満州建国を背景に川島芳子からヒントを得た超大作で海外ロケを行い、半年の製作日数をかけた大々的なものだった。
この後、日活の俳優、田村道美と結婚し、のちに田村はたか子のマネージャー・プロデューサーとなる。田村が自らの人気を考えて結婚を公表せず、籍も入れない別居生活であったため、兄の恭長は田村を嫌い、映画界を辞める。結婚10年後に子供が生まれ、これを機に法的にも結婚する。
1933年（昭和8年）、泉鏡花の名作『滝の白糸』をまた溝口監督で撮り、大好評となる。ところが、溝口は一女優の入江ぷろだくしょん作品の監督ということに屈辱を感じていたため、強引に実体のない名前だけの「溝口プロダクション」という名前をその横に列記させてもらい体面を保っていた。

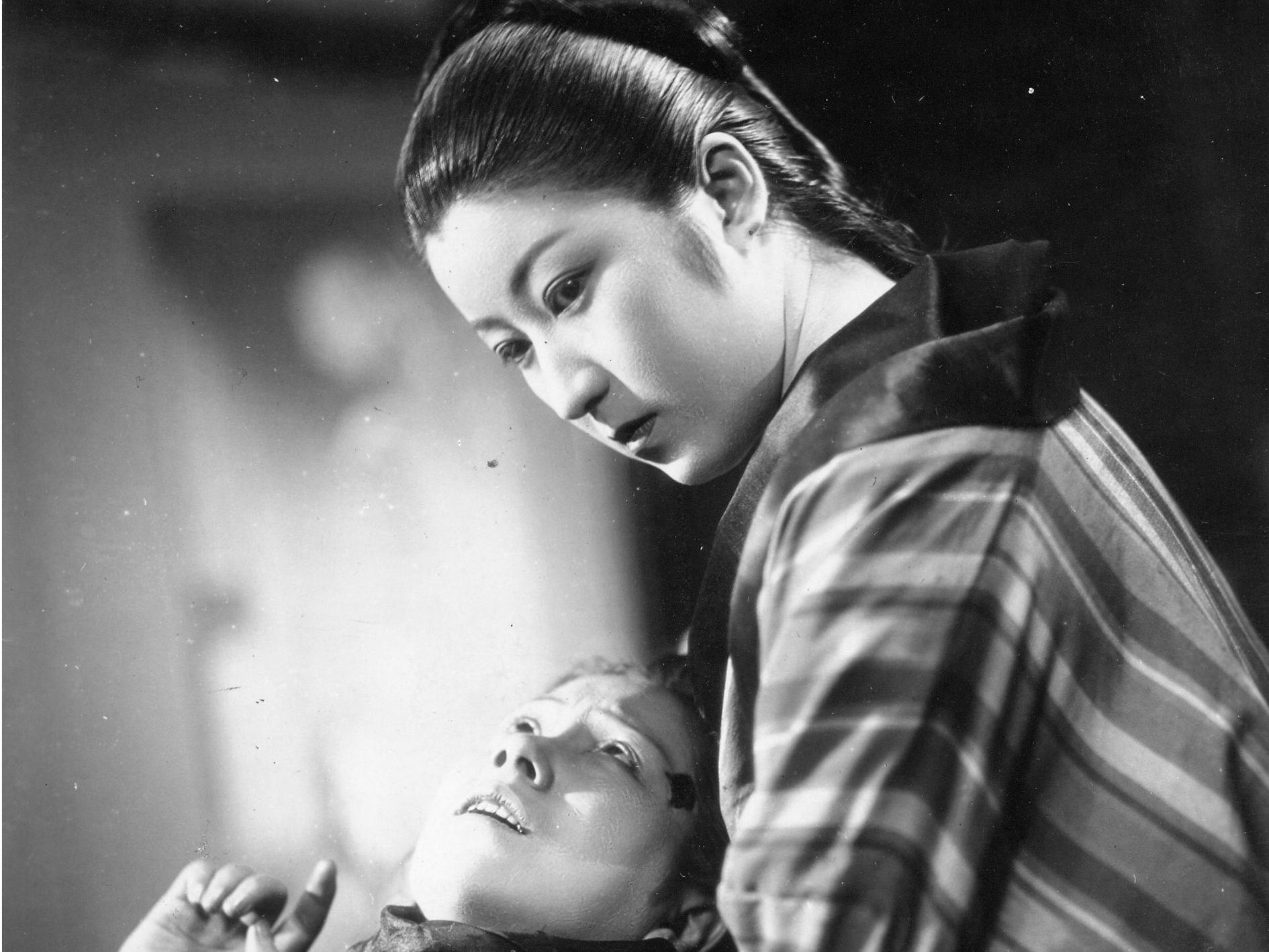
「滝の白糸」1933年入江たか子（右）と浦辺粂子（左）

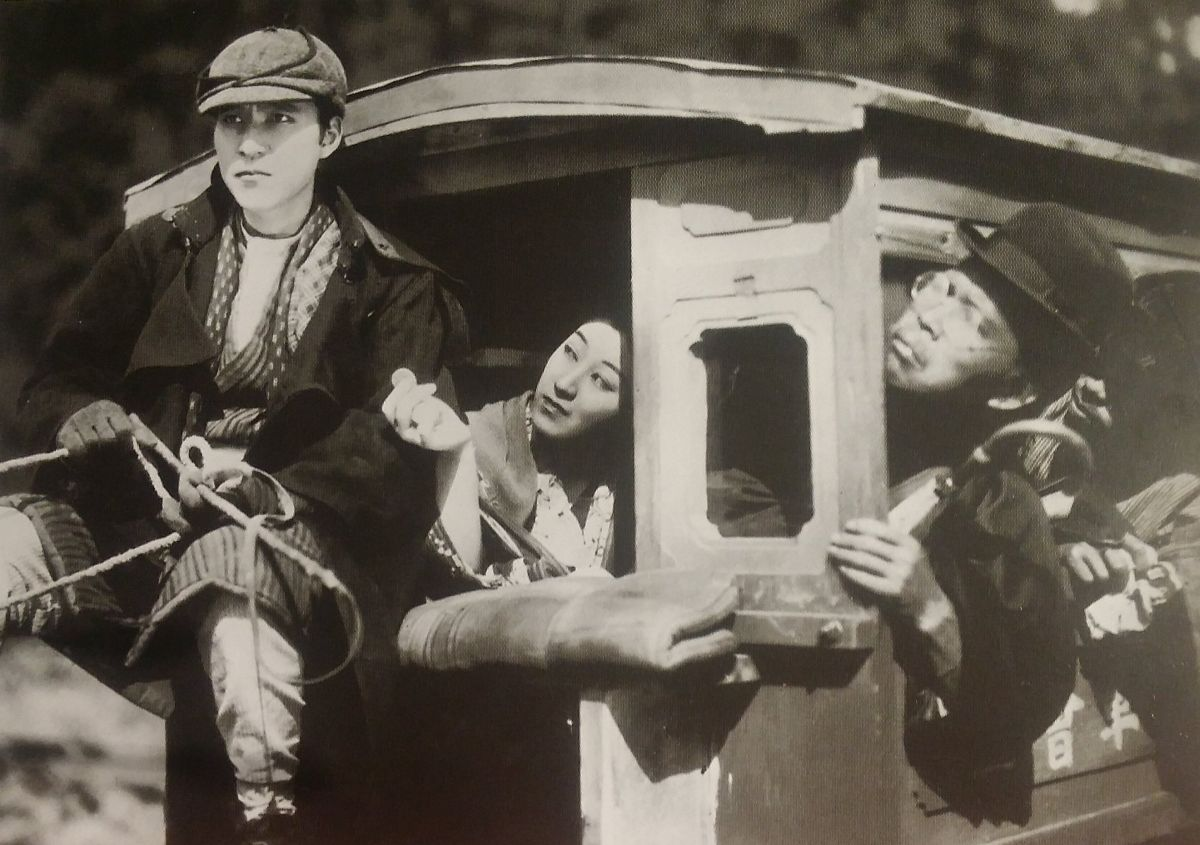
「滝の白糸」1933年岡田時彦（左）と入江たか子

続いて、サナトリウム（療養所）に勤務する美貌の看護師を演じた、久米正雄原作の『月よりの使者』が空前の大ヒットとなる。1935年（昭和10年）頃は人気の絶頂にあり、この年のマルベル堂プロマイドの売り上げでは、1位が入江たか子、2位が田中絹代であった。しかし、1937年（昭和12年）に吉屋信子の人気小説を映画化した『良人の貞操』のヒットを限りに「入江ぷろだくしょん」は解散、東宝と契約。

### 東宝へ
1938年（昭和13年）、長谷川一夫の東宝入社記念映画『藤十郎の恋』（山本嘉次郎監督）に出演。
この頃には長者番付の常連となっており、1939年（昭和14年）公表分の納税額は6659円と、映画女優でトップの額を納めている。
1941年（昭和16年）、『白鷺』（島津保次郎監督）に出演。零落した美妓に扮し、泉鏡花の当たり狂言を原作とする「流れて動いて生きる、それが女というものでしょうか」との名ゼリフが評判となった。
戦時下に相次ぐ兄3人の死に直面し、仕事に対する情熱も冷めかけ、戦後は病気がちとなり、それに輪をかけるように主役の仕事も減っていった。1950年（昭和25年）にはバセドウ病の宣告を受け、無理を押して仕事をしながら入院費を工面し、ようやくのことで1951年（昭和26年）末になり大手術を受け、命を取り留める。

### 大映京都へ
退院後は仕事をとることもままならなかったが、大映と年間4本の契約を結ぶ。その大映に戦前鈴木澄子主演であてた「化け猫映画」のリメイクの企画が持ち上がり、その主役の話が持ち込まれた。生活のためと割り切り引き受け、1953年（昭和28年）、大映京都で『怪談佐賀屋敷』（荒井良平監督）に主演する。迫真の演技が受け映画は大当たり、次々と化け猫役が舞い込んだが、一方で「化け猫女優」のレッテルを貼られる。
更に1955年（昭和30年）、溝口監督の『楊貴妃』に出演。先述のように、かつて入江ぷろだくしょんという一女優の独立プロに雇われの身であったことを恥じていたことから入江に反感を持っていた溝口は、入江の演技に執拗な駄目出しをした上、「そんな演技だから化け猫映画にしか出られないんだよ」とスタッフ一同の面前で口汚く罵倒するという嫌がらせを行った。執拗ないじめに耐えきれなかった入江は降板、その後は女優として満足な役が与えられなくなった（溝口健二#製作方法も参照）。
1959年（昭和34年）、芸能界に見切りをつけ、銀座に「バー・いりえ」を開き、実業界に転身する。その後は娘の女優、入江若葉の夫・小林祥孝が経営する日比谷のとんかつ店「とん亭」（のち川口駅前に移転）を手伝いながら余生を過ごした。その間、黒澤明の『椿三十郎』、市川崑の『病院坂の首縊りの家』、大林宣彦の『時をかける少女』、同じく大林の『廃市』に請われて出演し、話題となった。
娘の若葉によると、かつて化け猫を演じた姿を「女優の生き様として知って欲しい」と、若葉に往年の化け猫映画を自ら進んで見せたという。
1995年（平成7年）1月12日、肺炎のため死去。享年83。墓所は多磨霊園。

## 人物・エピソード

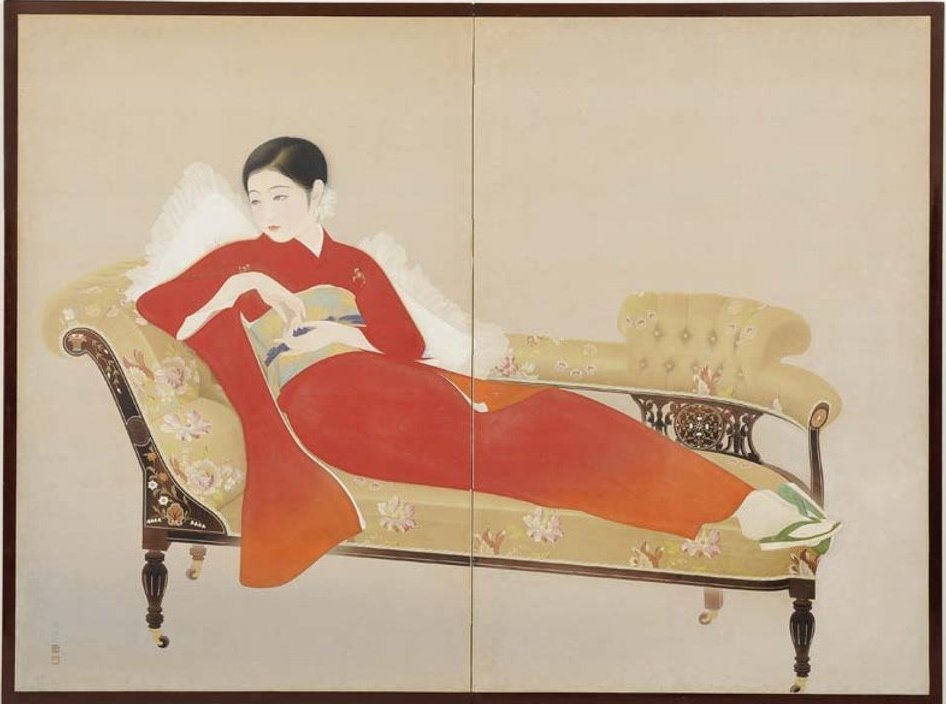
(入江たか子がモデル)中村大三郎「婦女」(1930)ホノルル美術館所蔵

愛称は「おたか」。入江の映画デビュー当時は「モダンガール」という流行語ができたころで、稲垣浩によると、入江は「その代表とよばれたほど洋装が似合ったが、日本まげの振り袖姿も一段と美しかった」という。時代劇デビュー作『元禄十三年』は、片岡千恵蔵の招きによるが、この映画で千恵蔵は「おたかの八重歯、鼻にかかった声、共演どころか女房にしたいくらいだ」とすっかり入江に惚れ込んでしまい、好きなマージャンも忘れるほど思いつめ、日夜想い悩むほどだった。稲垣監督も両者の間を取り持ったが、結局千恵蔵の思いは果たせずに終わり、翌年入江は田村道美と結婚している。
長谷川一夫については、「とっても親切で、あの京都弁で優しくご注意されたことなど、いまでも耳に残っています」と語っている。「『そりゃあ、おたかサンきついなァ』というのが口グセで、いつもそうおっしゃりながら、いろいろ丁寧に教えてくださったものです」。
入江がデビューしたころは、女優がまつ毛をつけたりマスカラをつけることはまだ一般的でなかった時代で、メイク法や扮装は、男・女優ともに、すべて秘密にされていた。入江は自分の眉毛をそり落とし、用意した幾種類もの眉毛を、役や表情に応じて変えていた。これは秘密にされ、稲垣浩はずっとあとになってから人づてにこの技法を教えてもらったという。
華族出身の気品ある美貌と近代的なプロポーションによって大スターとなり、「銀幕の女王」「日本嬢（ミス・ニッポン）」などと称えられた。第二次大戦前・戦中の男性俳優にとって、彼女と共演することは役者冥利に尽きる最高の栄誉だったという。
高峰秀子とは生まれも育ちも全く違うが、ウマが合い、姉妹のような関係だった。戦後、米軍のために催されたショーに、政府の命で出演しなければならなくなったが、被災し着るステージ衣装が無かった。半べそをかいて途方に暮れる妹分の秀子を見かねた入江は、自分のレインコートをほどき、一晩で美しいロングドレスに仕立て直してくれたという。また容姿、品格、家柄と三拍子そろった入江を、原節子・山田五十鈴とともに日本映画史上の三大美人だと述べている。
サイレント映画期からトーキーの移行期には台詞の発声と収録環境の変化と録音に戸惑い、苦労を重ねた女優の一人である。
家族の不幸や自身の病気、人気監督となった溝口の逆恨みのようなそしりなどもあり、戦後は人気が下降するも演技の幅を広げ、その後も怪談映画の「化け猫女優」として名をはせた。

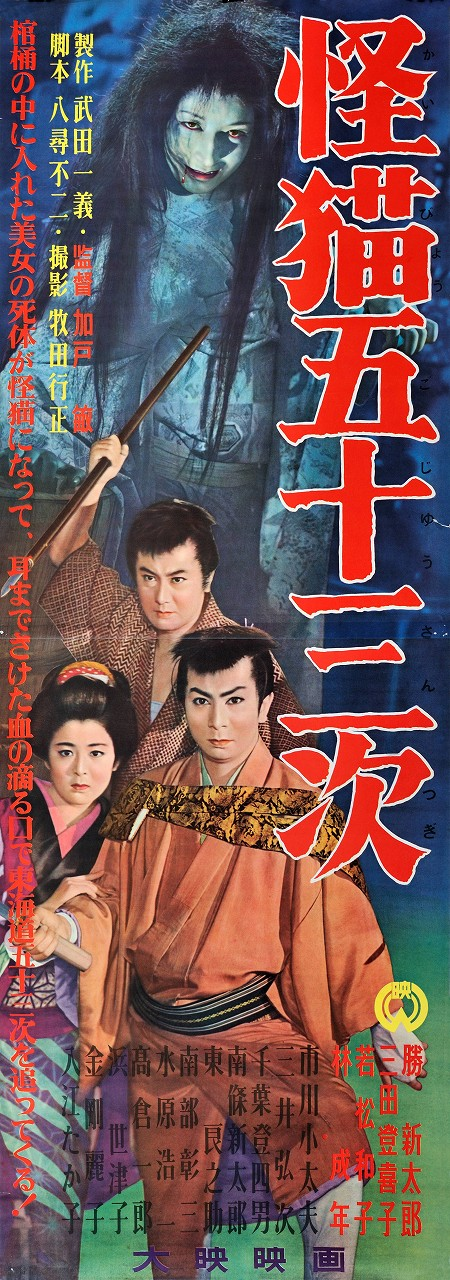
「怪猫五十三次 (1956年の映画)」1956年(今作では入江たか子は人間役)

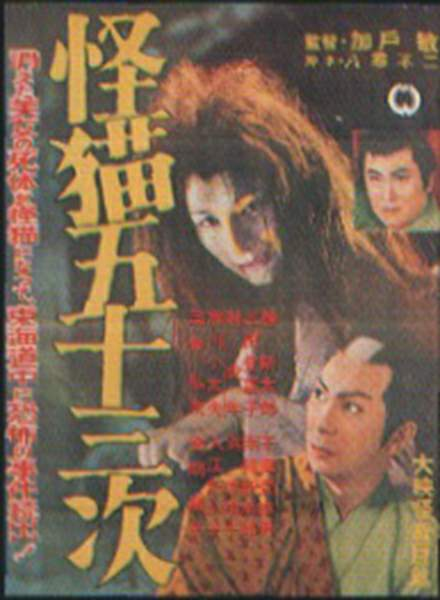
「怪猫五十三次」 1956年ポスター

### 怪猫映画でのエピソード
入江によると、戦後出演した時代劇と言えば「怪猫映画」で、五本しか撮っていないが、盆・正月の興行で大当たりしたせいもあり、大変イメージが強かったという。もともとは大映の永田雅一社長が「入江にやらせると面白い」と考えたものだというが、「いくら大当たりしても、そりゃあいやでした。みなさん三流映画というのですが、私は引き受けた以上、しっかりとやろう、手を抜いちゃいけない、とずいぶんと猫の研究をしました」といい、京都の有名な鮨屋に出かけ、猫の動作を覚えたり、「階段からポーンと飛び降りたとたんにもう歩いている」という動きをどう演技するか苦心したと語っている。
第一回目の『怪談佐賀屋敷』では、荒井良平監督から「そこで、すごみをだすのに、口の周りをペロッとなめるといい」と言われ、本番で紅ガラをなめたところ、含有成分の鉛、ヒ素の急性中毒を起こしてしまった。入江は喉の渇きを覚えて苦しみだし、注射をしながら最後の立ち回りをした後、とうとう倒れてしまった。医者から「もう一度なめていたら、つまり本番でNGをだしていると、あるいは死んでいたかもしれなかった」と言われ、「ゾッとしたものです」とこのときの様子を語っている。
またスゴミをだすため、夜中に池の鯉をつかまえ、パクッとかじるシーンがあった。「リアルさをだすためにホントにガブッとやった。とたんに鯉の内臓のニガリがプシューとでてきて何とも気持ちが悪くって、撮り終えると“早くバケツを頂戴”と叫んでしまったことも忘れられません」と述懐している。いろいろな因果話があったというが、「今となってはどれも懐かしい思い出です」と当時を振り返っている。
溝口の罵倒を受けたのちも、入江自身はこれらの映画をプロの仕事としてもいささかも卑下しておらず、最晩年に至って、大林宣彦監督が「サンセット大通り」を下敷きとして「化け猫女優」「伝説の大女優」の両方の側面にオマージュを捧げたテレビ映画「麗猫伝説」に娘・入江若葉との二人一役出演を快諾した。この映画では執事として大女優の隠棲に仕える往年の大監督を大泉滉が演じている。

## おもな出演作

### 映画
- 母いづこ 日活大将軍 結城麗子　昭和3（1928）年9月
- けちんぼ長者 日活大将軍 白川弓子　昭和3年10月
- 激流（前篇・後篇） 日活大将軍 蝶子　昭和3年11月
- 近代クレオパトラ 日活大将軍 戸田あやめ　昭和3年12月

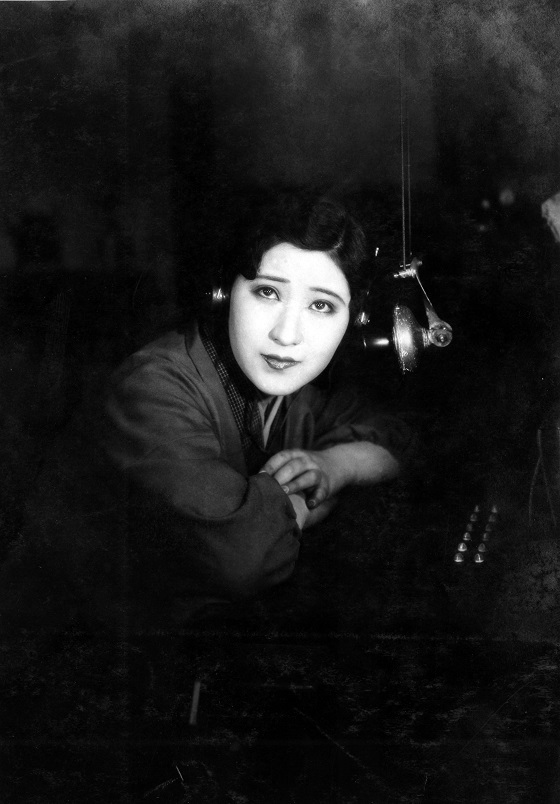
「愛の風景」(監督:田坂具隆1929年)

- 朝日は輝く 日活太秦 栗枝　昭和4（1929）年4月
- 生ける人形 日活太秦 組川弘子　昭和4年4月
- 東京行進曲 日活太秦 早百合　昭和4年.05.31
- 摩天楼争闘篇 日活太秦 お銀　昭和4年10月
- 雲の王座 日活太秦 おきぬ　昭和4年10月
- 都会交響楽 日活太秦 山田麗子　昭和4年11月
- 藤原義江のふるさと 日活太秦 女工　昭和5（1930）年3月
- この母を見よ 日活太秦 祥子　昭和5年5月
- この太陽（第一・第二・第三篇） 日活太秦 多美枝　昭和5年9月
- 母三人 日活太秦 時子　昭和5年11月
- ジャン・バルジャン（前篇・後篇） 日活太秦 お房/おさよ　昭和6（1931）年2月
- 日本嬢（ミス・ニッポン） 日活太秦 ミス・ニッポン　昭和6年4月
- 元禄十三年 千恵プロ＝日活 糸重　昭和6年5月
- 心の日月 日活太秦 皆川麗子　昭和6年10月
- 満蒙建国の黎明 入江プロ＝新興 彩鳳　昭和7（1932）年9月
- 白蓮 入江プロ＝新興 巴　昭和7年12月
- 光・罪と共に 入江プロ＝新興 佐伯夏生　昭和8（1933）年1月
- 須磨の仇浪 入江プロ＝新興 小田綾子　昭和8年3月
- 滝の白糸 入江プロ＝新興 水芸太夫滝の白糸　昭和8年.06.01
- 新しき天（前篇・後篇） 入江プロ＝新興 南海子/柳子　昭和8年9月
- 青春街 新興 ルミ子　昭和8年11月
- 神風連 入江プロ＝新興 小勝　昭和9（1934）年2月
- 月よりの使者 新興 野々口道子　昭和9年3月
- 雁来紅（かりそめのくちべに） 入江プロ＝新興 あき子　昭和9年11月
- 貞操問答（前篇・後篇） 入江プロ＝新興 南條新子　昭和10（1935）年2月
- 明治一代女 入江プロ＝日活 お梅　昭和10年11月
- 大菩薩峠 第一篇 甲源一刀流の巻 日活京都 お浜　昭和10年11月
- 白衣の佳人 入江プロ＝日活 鞠小路泰子　昭和11（1936）年1月
- 大菩薩峠 鈴鹿山の巻・壬生島原の巻 日活京都 お浜　昭和11年4月
- 栗山大膳 日活京都 お秀の方　昭和11年11月
- 女人哀愁 P.C.L映画製作所＝入江プロ 河野広子　昭和12（1937）年.01.21
- からゆきさん P.C.L＝入江プロ おゆき　昭和12年3月
- 良人の貞操（前篇・後篇） P.C.L 加代　昭和12年4月
- 日本女性読本　P.C.L　昭和12年5月※特別出演
- 白薔薇は咲けど P.C.L 篤子　昭和12年7月
- 禍福（前篇・後篇） P.C.L 船田豊美　昭和12年10月・11月

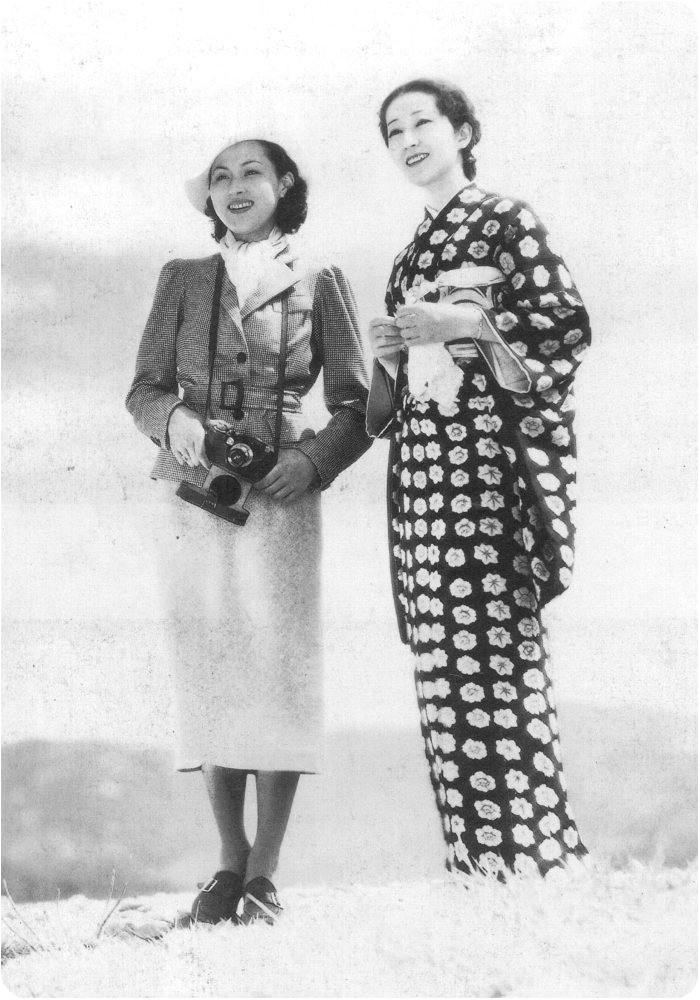
『禍福　前篇』1937年逢初夢子（左）、入江たか子

- 母の曲（前篇・後篇） 東宝 薫　昭和12年12月
- 藤十郎の恋 東宝 お梶　昭和13（1938）年5月
- 吾亦紅（前篇） 東宝 伊佐子　昭和13年11月
- 吾亦紅（後篇） 東宝 伊佐子　昭和14（1939）年2月
- 忠臣蔵（前篇・後篇） 東宝 りく　昭和14年4月
- まごころ 東宝 長谷山蔦子　昭和14年8月
- 越後獅子祭 東宝 小陣　昭和14年8月
- リボンを結ぶ夫人 東宝 みさ子　昭和14年11月
- 妻の場合（前篇・後篇） 東宝 三千代　昭和15（1940）年3月
- 続蛇姫様 東宝 琴姫　昭和15年8月
- 白鷺 東宝 お篠　昭和16（1941）年5月
- 阿波の踊子 東宝 お市　昭和16年5月
- 雪子と夏代 東宝 雪子　昭和16年8月
- 川中島合戦 東宝 千代野　昭和16年11月
- 希望の青空 東宝 萬亀子　昭和17（1942）年1月
- 白い壁画 東宝 奈理子　昭和17年2月
- 緑の大地 東宝 井沢園子　昭和17年4月
- 母は死なず 東宝 貞代　昭和17年9月
- 翼の凱歌 東宝 伸子　昭和17年10月
- おもかげの街 東宝 お千代　昭和17年11月
- 進め独立旗 東宝 たか子　昭和18（1943）年10月
- 一番美しく 東宝 水島徳子　昭和19（1944）年.04.13
- 四つの結婚 東宝　昭和19年.09.28
- 人生とんぼ返り 東宝 ゆき　昭和21（1946）年6月
- 霧の夜ばなし 東宝 おつま　昭和21年9月
- 今宵妻となりぬ 大映東京 幸枝　昭和22（1947）年3月
- 壮士劇場 大映京都 さつき　昭和22年5月
- 女囚36号 大映東京 清水さえ　昭和22年7月
- 誰か夢なき（前篇・後篇） 新東宝映画＝東宝　昭和22年8月
- 幸福への招待 新東宝映画＝東宝　昭和22年10月
- 博多どんたく 大映京都 おせい　昭和22年12月
- かくて忍術映画は終りぬ 東横映画＝大映 澄子　昭和23（1948）年5月
- 母三人 大映東京 真砂子　昭和24（1949）年4月
- 毒薔薇 大映東京 知加子　昭和24年6月
- どぶろくの辰 大映東京 梅子　昭和24年6月
- 七彩の虹 松竹大船 美也子　昭和24年10月
- おどろき一家 大泉映画＝東京映画配給　うめ　昭和24年12.13
- 影法師 寛永坂の決闘 松竹京都 千賀　昭和24年.12.25
- 続影法師 龍虎相搏つ 松竹京都 千賀　昭和25（1950）年.01.08
- 青空天使 大泉映画＝東京映画配給 美也子　昭和25年5月

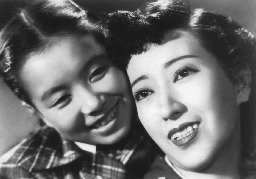
『青空天使』 1950年入江たか子と美空ひばり（左）

- 哀愁の港・やくざブルース 大泉映画＝東京映画配給 昭和25年6月
- 東京のヒロイン 新東宝 吉岡花子　昭和25年10月
- 肉体の暴風雨 東宝 三千代　昭和25年10月
- 愛染香 新東宝＝昭映プロ 看護婦長　昭和25年12月
- 孔雀の園 児井プロ＝新東宝 幾子　昭和26（1951）年1月
- 阿修羅判官 大映京都 お袖　昭和26年2月
- 天狗の安 東映京都 お静　昭和26年8月
- 鞍馬天狗 鞍馬の火祭 松竹京都 おえん　昭和26年.10.12
- 極楽六花撰 東宝 三千歳　昭和26年12月
- 母の瞳 大映東京 美津子　昭和28（1953）年.01.09
- 社長秘書 大映京都 山本はつ子　昭和28年.01.22
- 凸凹太閤記 大映京都 みのの方　昭和28年.01.28
- 怪談佐賀屋敷 大映京都 お豊　昭和28年.09.03
- 恋文 新東宝　昭和28年.12.13 ※特別出演
- 怪猫有馬御殿 大映京都 おたきの方　昭和28年
- 舞妓物語 大映京都 菊代　昭和29（1954）年
- 花の白虎隊（1954年、大映）
- 怪猫岡崎騒動 大映京都 萩の方　昭和29年
- 投げ唄左門二番手柄・釣天井の佝僂男 大映京都 お滝　昭和29年
- 赤穂義士 大映京都 おまき　昭和29年
- 伊達騒動母御殿 大映京都 栄御前　昭和29年
- 怪猫逢魔ヶ辻 大映京都 市川仙女　昭和29年
- 長崎の夜 大映京都 初子　昭和30（1955）年
- 椿説弓張月（第一・第二・完結篇） 東映京都 廉夫人　昭和30年
- 怪猫五十三次 大映京都 藤波　昭和31（1956）年
- 月形半平太 花の巻・嵐の巻 大映京都 お鹿　昭和31年
- 母白雪 大映京都 市川八千代　昭和31年
- 海賊奉行 東映京都 お美和の方　昭和32（1957）年
- 怪猫夜泣き沼（英語版） 大映京都 浪路　昭和32年
- 水戸黄門 東映京都 桂昌院　昭和32年
- 不知火頭巾 大映京都 お由良の方　昭和32年
- 母つばめ 東映東京 戸倉まつ　昭和33（1958）年
- 椿三十郎 東宝＝黒澤プロ 睦田夫人　昭和37（1962）年.01.01
- 病院坂の首縊りの家 東宝映画 五十嵐千鶴　昭和54（1979）年.05.26
- 時をかける少女 角川春樹事務所＝東映 深町たつ　昭和58（1983）年7月16日※娘・若葉と共演
- 廃市 ATG、PSC、新日本制作 貝原志乃　昭和58年12月21日※娘・若葉と共演

### テレビ番組
- 日真名氏飛び出す
- 鉄腕アトム第二部
- 火曜サスペンス劇場 / 麗猫伝説（1983年）※娘・若葉と共演。

### ドキュメント番組
- 猫と呼ばれたスタア 映画女優 入江たか子・化け猫女優となったお姫様　朝日放送制作『驚きももの木20世紀』1996年6月14日放送[10]

## 著書
- 『映画女優』（学風書院、1957年）

## 関連書籍
- 「日本無声映画俳優名鑑」（無声映画鑑賞会／編、株式会社マツダ映画社／監修）